# Saue
Saue (tysk: Sauß) er en by i landskabet Harrien i det nordvestlige Estland. Byen har et indbyggertal på ca. 6.227 (2024).